# HMS Enterprise (1848)
Pour les autres navires du même nom, voir HMS Enterprise.
Le sixième HMS Enterprise de la Royal Navy a été acheté par l'Amirauté en 1848. il s'agissait à l'origine d'un navire marchand mais il fut renforcé pour l'exploration de l'Arctique, notamment afin de partir à la recherche de l'expédition perdue de John Franklin.
L’Entreprise a fait deux voyages en Arctique, le premier par l'océan Atlantique en 1848-1849 avec James Clark Ross, puis en 1850-1854 via l'océan Pacifique et le détroit de Béring avec Richard Collinson.
À partir de 1860, le navire a été prêté aux Commissaires des phares du Nord (Northern Lighthouse Board) pour le transport de charbon à Oban et en 1889, il a été prêté au Board of Trade avant d'être vendu en 1903.